# アルマロス
アルマロス（アルメルス、Armaros）は旧約聖書偽典『エノク書1』にあらわれる天使の一人だが、堕天使となりグリゴリと呼ばれる一団に属する。「魔法使いをいかに無効にするか」（8:3）を人間に教えたという。